# Fresnes-sur-Escaut
Pour les articles homonymes, voir Fresnes.
Fresnes-sur-Escaut est une commune française située dans le département du Nord (59), en région Hauts-de-France.

## Géographie

### Communes limitrophes
| Odomez     | Vieux-Condé        | Condé-sur-l'Escaut |
|            | Fresnes-sur-Escaut | Quarouble          |
| Escautpont | Onnaing            | Vicq               |

### Environnement
La richesse environnementale de la commune est notamment liée à sa situation en vallée de l'Escaut, élément important du corridor biologique d'importance paneuropéenne et de la trame bleue régionale et nationale à la suite du Grenelle de l'environnement.
La commune a mis en place une démarche de gestion différentiée.

### Toponymie
Frasnia, cartulaire de Notre-Dame de Condé; 1141. Frania,Op.dipl.1. 715. Frasna, cartulaire de Saint-Amand; 1180. Frasne, cartulaire de Notre-Dame de Condé; 1276. Fraxinum,cartulaire de Saint-Amand;1175.

### Hydrographie

#### Réseau hydrographique
La commune est située dans le bassin Artois-Picardie. Elle est drainée par l'Escaut canalisée, la Vieil-Escaut, le canal de Saint-Saulve, le Malanoye, le Malolin, le Pas de l'Ayau, le Sarteau et divers autres petits cours d'eau,.
L'Escaut est un fleuve européen de 355 km de long, qui traverse trois pays (France, Belgique et Pays-Bas), avant de se jeter en mer du Nord. La partie canalisée en France relie Cambrai à , après avoir traversé 34 communes.
Le canal Mons-Condé a été construit à partir de 1807 et mis en service en 1818, pour faciliter le transport du « charbon de terre » par l'Escaut, des mines du Borinage vers la France (le territoire belge faisait partie de l'Empire à l'époque napoléonienne). Il a été comblé au profit du Canal Nimy-Blaton-Péronnes.

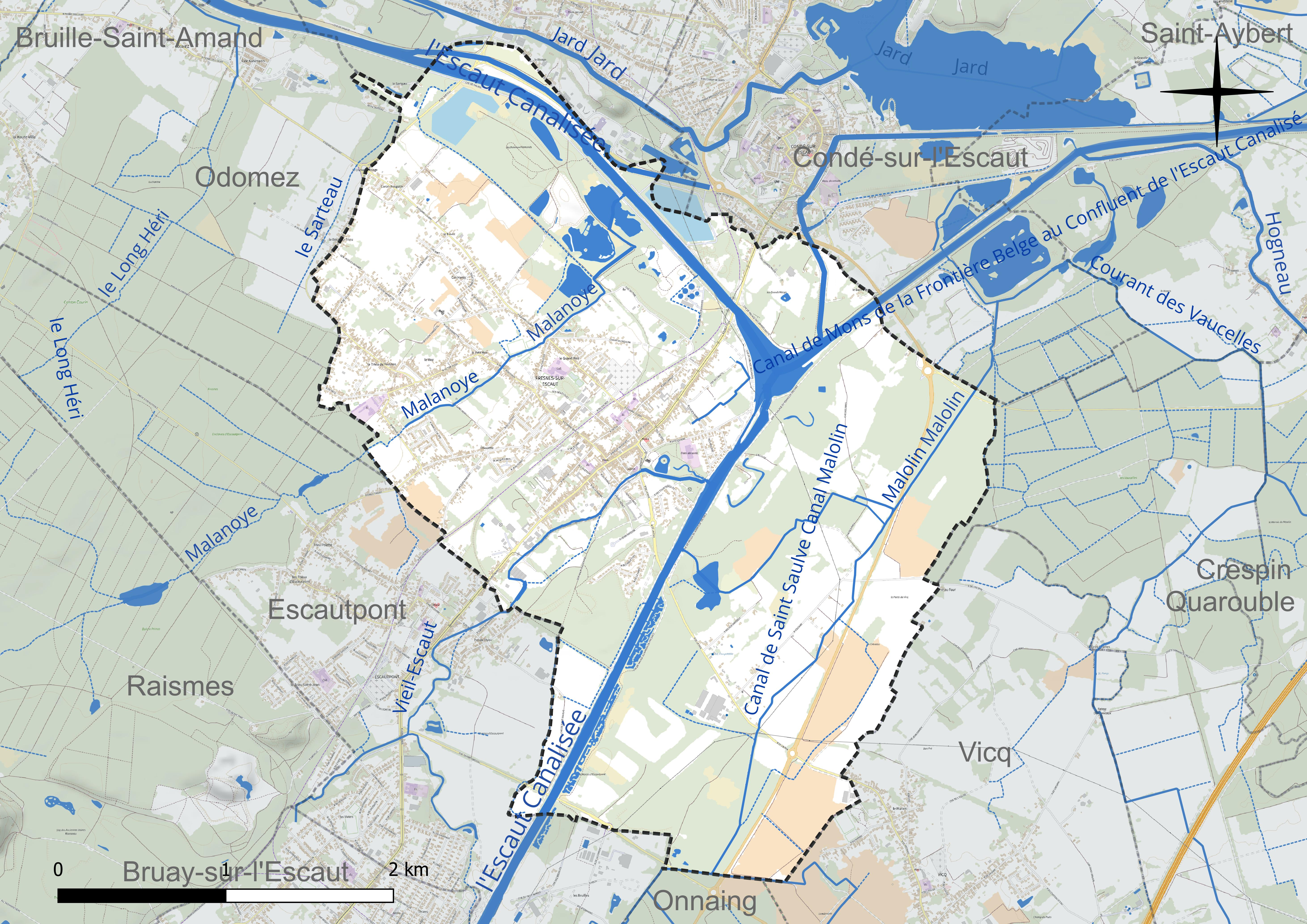
Réseau hydrographique de Fresnes-sur-Escaut.

#### Gestion et qualité des eaux
Le territoire communal est couvert par le schéma d'aménagement et de gestion des eaux (SAGE) « Escaut ». Ce document de planification concerne un territoire de 2 005 km2 de superficie, délimité par le bassin versant de l'Escaut. Le périmètre a été arrêté le 9 juin 2006 et le SAGE proprement dit a été approuvé le 13 juillet 2021. La structure porteuse de l'élaboration et de la mise en œuvre est le syndicat mixte Escaut et Affluents (SyMEA).
La qualité des cours d'eau peut être consultée sur un site dédié géré par les agences de l'eau et l'Agence française pour la biodiversité.

### Climat
Pour des articles plus généraux, voir Climat des Hauts-de-France et Climat du Nord.
En 2010, le climat de la commune est de type climat océanique dégradé des plaines du Centre et du Nord, selon une étude du CNRS s'appuyant sur une série de données couvrant la période 1971-2000. En 2020, Météo-France publie une typologie des climats de la France métropolitaine dans laquelle la commune est exposée à un climat océanique altéré et est dans la région climatique  Nord-est du bassin Parisien, caractérisée par un ensoleillement médiocre, une pluviométrie moyenne régulièrement répartie au cours de l'année et un hiver froid (3 °C).
Pour la période 1971-2000, la température annuelle moyenne est de 10,5 °C, avec une amplitude thermique annuelle de 14,8 °C. Le cumul annuel moyen de précipitations est de 733 mm, avec 12,3 jours de précipitations en janvier et 9,5 jours en juillet. Pour la période 1991-2020, la température moyenne annuelle observée sur la station météorologique la plus proche, située sur la commune de Valenciennes à 9 km à vol d'oiseau, est de 11,0 °C et le cumul annuel moyen de précipitations est de 694,1 mm,. Pour l'avenir, les paramètres climatiques de la commune estimés pour 2050 selon différents scénarios d'émission de gaz à effet de serre sont consultables sur un site dédié publié par Météo-France en novembre 2022.

## Urbanisme

### Typologie
Au 1er janvier 2024, Fresnes-sur-Escaut est catégorisée centre urbain intermédiaire, selon la nouvelle grille communale de densité à sept niveaux définie par l'Insee en 2022.
Elle appartient à l'unité urbaine de Valenciennes (partie française), une agglomération internationale regroupant 56  communes, dont elle est une commune de la banlieue,,. Par ailleurs la commune fait partie de l'aire d'attraction de Valenciennes (partie française), dont elle est une commune de la couronne,. Cette aire, qui regroupe 102 communes, est catégorisée dans les aires de 200 000 à moins de 700 000 habitants,.

### Occupation des sols
L'occupation des sols de la commune, telle qu'elle ressort de la base de données européenne d'occupation biophysique des sols Corine Land Cover (CLC), est marquée par l'importance des territoires agricoles (42,1 % en 2018), une proportion sensiblement équivalente à celle de 1990 (41,9 %). La répartition détaillée en 2018 est la suivante : 
zones urbanisées (30,2 %), zones agricoles hétérogènes (24,3 %), milieux à végétation arbustive et/ou herbacée (13,9 %), forêts (11,3 %), prairies (7,5 %), terres arables (6,5 %), cultures permanentes (3,9 %), zones humides intérieures (2,2 %), zones industrielles ou commerciales et réseaux de communication (0,2 %).
Le quartier du centre fait partie du programme national de revitalisation des quartiers anciens dégradés (PNRQAD). L'évolution de l'occupation des sols de la commune et de ses infrastructures peut être observée sur les différentes représentations cartographiques du territoire : la carte de Cassini (XVIIIe siècle), la carte d'état-major (1820-1866) et les cartes ou photos aériennes de l'IGN pour la période actuelle (1950 à aujourd'hui).

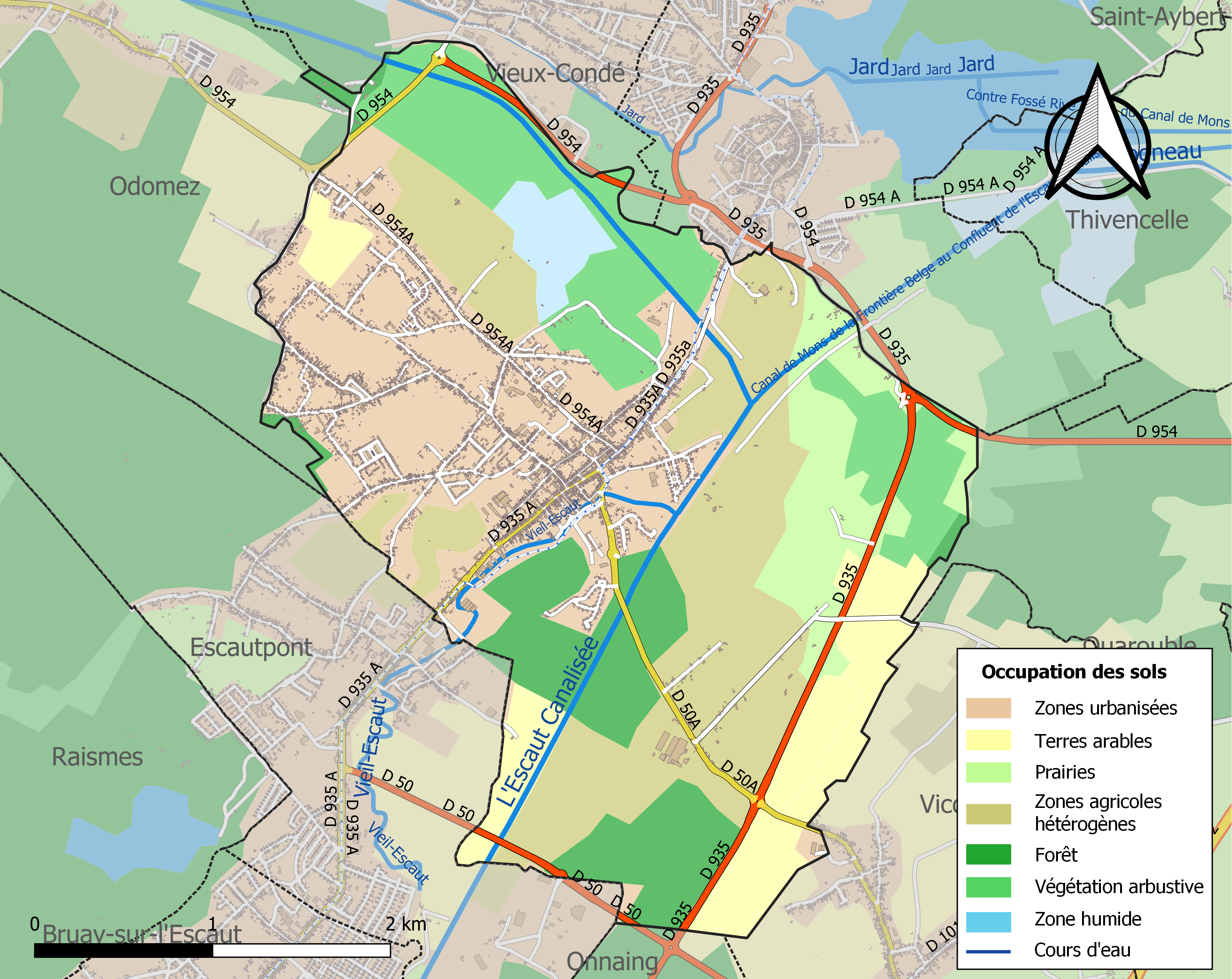
Carte des infrastructures et de l'occupation des sols de la commune en 2018 (CLC).

### Voies de communications et transports
La commune est desservie par la ligne T2 du tramway de Valenciennes par le biais des stations Fresnes – Mairie et Carnot. Elle est également desservie par la ligne 6 du réseau de bus Transvilles.

## Étymologie
Vraisemblablement, Fresnes est issue du mot "frêne", arbre désigné en Picard sous le nom "frane".

## Histoire

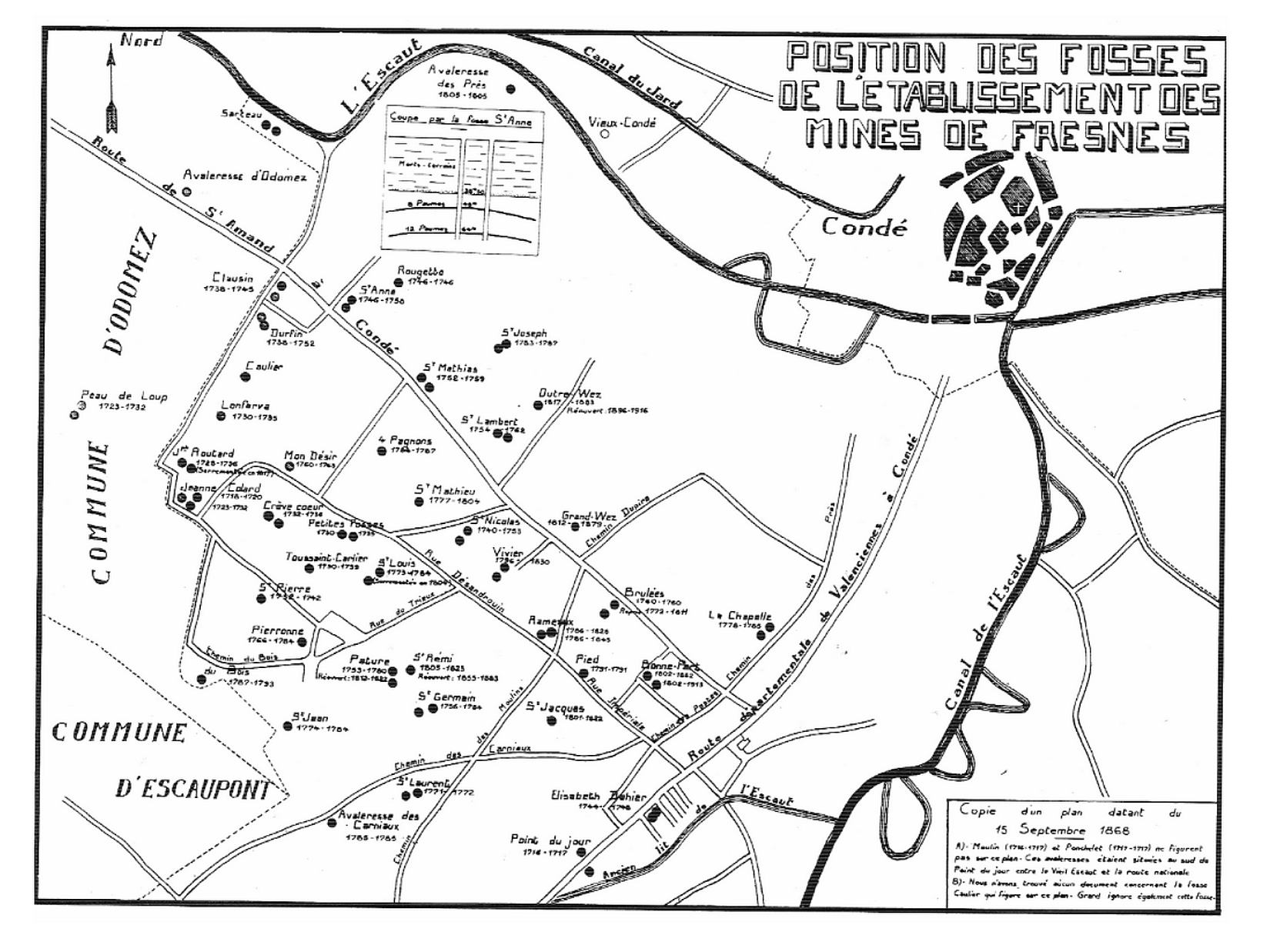
Position des puits de mines à Fresnes-sur-Escaut.

Thomas de Fresnes a combattu et trouvé la mort à la bataille d'Azincourt en 1415.
Le  1er juillet 1716, le vicomte Jacques Désandrouin obtient la permission du roi pour mettre en œuvre des recherches de houille à Fresnes.
Le 3 février 1720 Jacques Mathieu et son équipe de mineurs venus de Charleroi découvrent une veine de charbon maigre de quatre pieds d'épaisseur (1,20 m) à 35 toises de profondeur (70 m). En une journée on remonte deux charrettes pleines. L'évènement fit accourir la foule de partout, certains emportent chez eux quelques précieuses gaillettes.
Le 24 décembre 1720 les deux fosses de Fresnes s'éboulent sous l'invasion des eaux.
Le 27 novembre 1788, sont érigées en duché les terres de Condé, Fresnes, Vieux-Condé, Hargnies, situées en Hainaut, sous la dénomination de duché de Croÿ en faveur d'Emmanuel Ferdinand François duc de Croÿ (maison de Croÿ).
En mars 1789, Jean-Léonard-Joseph Mathieu, petit-fils de Jacques Mathieu, fils de Pierre Mathieu et d'Anne Jacqueline Briffault, famille disposant déjà d'armes (héraldique), est anobli par le roi Louis XVI pour la découverte et l'exploitation des mines de charbon d'Anzin.
Auguste Joseph Droulers, originaire de Roubaix, acheta une fabrique de chicorée à Fresnes-sur-Escaut à Émile Courtin vers 1880 qu'il transforma en chocolaterie en 1890 pour commercialiser le chocolat Droulers.
C'est aussi une cité où un grand carnaval est organisé le 15 août de chaque année.

## Politique et administration

### Rattachements administratifs et électoraux
La commune se trouve depuis 1824 dans l'arrondissement de Valenciennes du département du Nord. Pour l'élection des députés, elle fait partie depuis 1988 de la vingtième circonscription du Nord.
Elle faisait partie depuis 1793 du canton de Condé-sur-l'Escaut. Dans le cadre du redécoupage cantonal de 2014 en France, la commune est désormais rattachée au canton d'Anzin
La commune relève, dans l'ordre judiciaire, du tribunal judiciaire de Valenciennes, de la cour d'appel de Douai, du tribunal pour enfants de Valenciennes, du conseil de prud'hommes de Valenciennes, du tribunal de commerce de Valenciennes, et, dans l'ordre administratif, du tribunal administratif de Lille et de la cour administrative d'appel de Douai.

### Intercommunalité
La ville fait partie de la communauté d'agglomération Valenciennes Métropole, créée en 2000 par la fusion de la communauté de communes de la vallée de l'Escaut, de la communauté de communes du Pays de Condé et du syndicat intercommunal à vocation multiple (SIVOM) de Trith-Saint-Léger et environs.

### Tendances politiques et résultats
Lors du second tour des élections municipales de 2020 dans le Nord, la liste DVG  menée par la maire sortante Valérie Fornies a obtenu la majorité des suffrages exprimés, avec 950 voix (49,89 %, 22 conseillers municipaux élus dont 2 communautaires), devançant largement les listes menées respectivement par : 

- Fabrice Zaremba (DVD, 691 voix, 36,29 %, 5 conseillers municipaux élus dont 1 communautaire) ;

- Maxime Potelle (RN, 263 voix, 13,81 %, 2 conseillers municipaux) ;

L'abstention s'est élevée à 60,77 % lors d'un scrutin marqué par la pandémie de Covid-19 en France.

### Liste des maires
| Période                                  | Période                       | Identité        | Étiquette           | Qualité |
| ---------------------------------------- | ----------------------------- | --------------- | ------------------- | --- |
| 1800                                     | 1836                          | Jacques Renard  |                     | Conseiller général du Nord, sans attribution de canton (1831 → 1833) Conseiller général de Condé-sur-l'Escaut (1833 → 1835)                                                                                |
| 1881                                     |                               | Léon Renard     | Union des droites   | Maître de verrerie, administrateur des forges et hauts-fourneaux de Maubeuge Député du Nord (2e circ. de Valenciennes) (1876 → 1878 et 1885 → 1893) Conseiller général de Condé-sur-l'Escaut (1848 → 1871) |
| Les données manquantes sont à compléter. |                               |                 |                     | |
| 1935                                     | 1939                          | Jules Beauvois  | PCF                 | |
| 1942                                     | 1944                          | Émile Ninauve   |                     | |
| 1945                                     | mars 1971                     | Lucien Thionnet | PCF                 | Mineur, syndicaliste, résistant |
| mars 1971                                | 1985                          | André Deruche   | PCF                 | Métallurgiste (traceur en chaudronnerie), ancien résistant Démissionnaire |
| 1985                                     | juin 1995                     | Jimmy Decobecq  | PCF                 | |
| juin 1995                                | février 2013                  | Luc Coppin      | Les Verts puis EÉLV | Maire honoraire Démissionnaire |
| février 2013                             | En cours (au 17 janvier 2020) | Valérie Fornies | EÉLV                | Directrice de centre social Vice-présidente de la CA Valenciennes Métropole (2014 → ) Réélue pour le mandat 2020-2026                                                                                      |

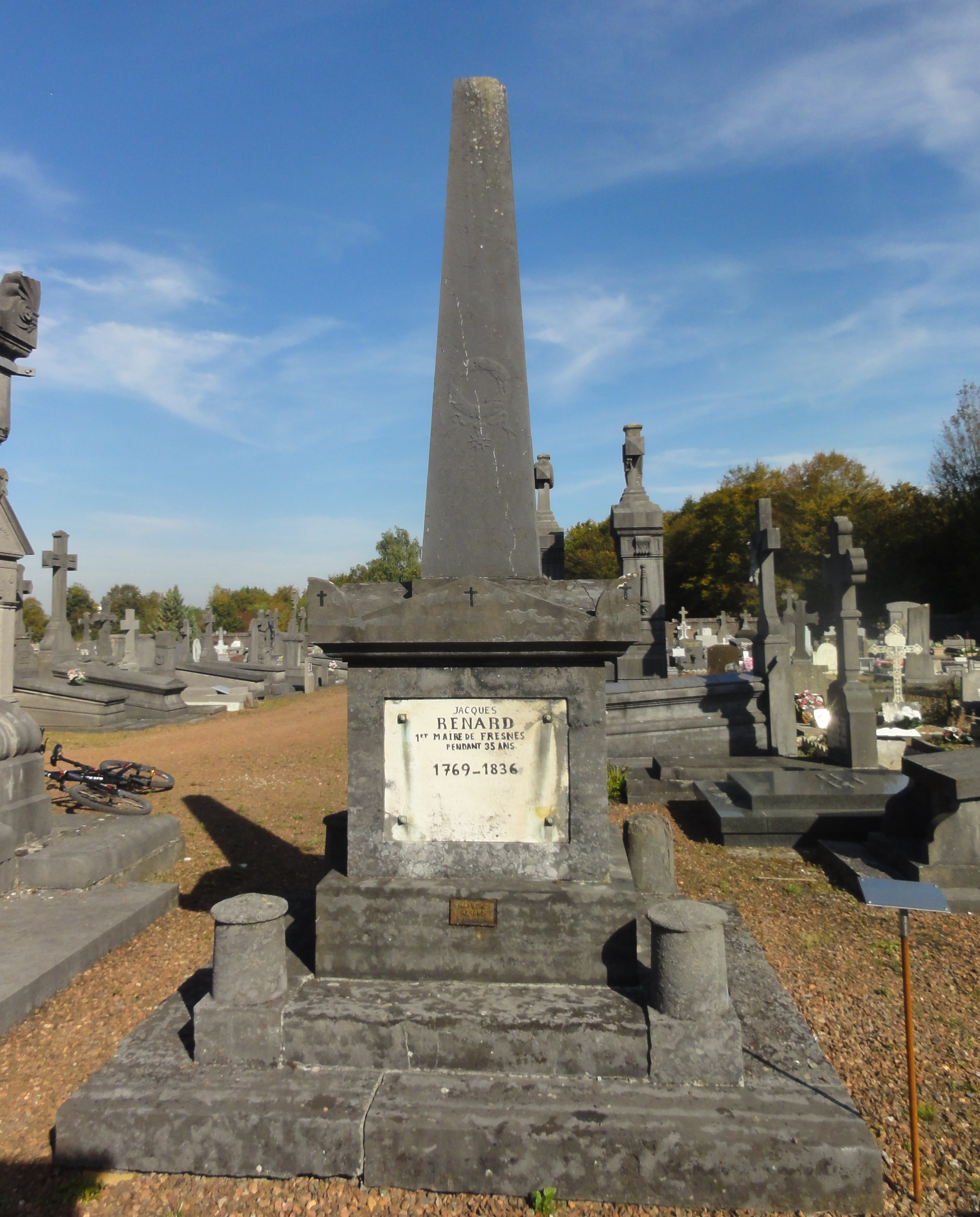
Tombe de Jacques Renard.
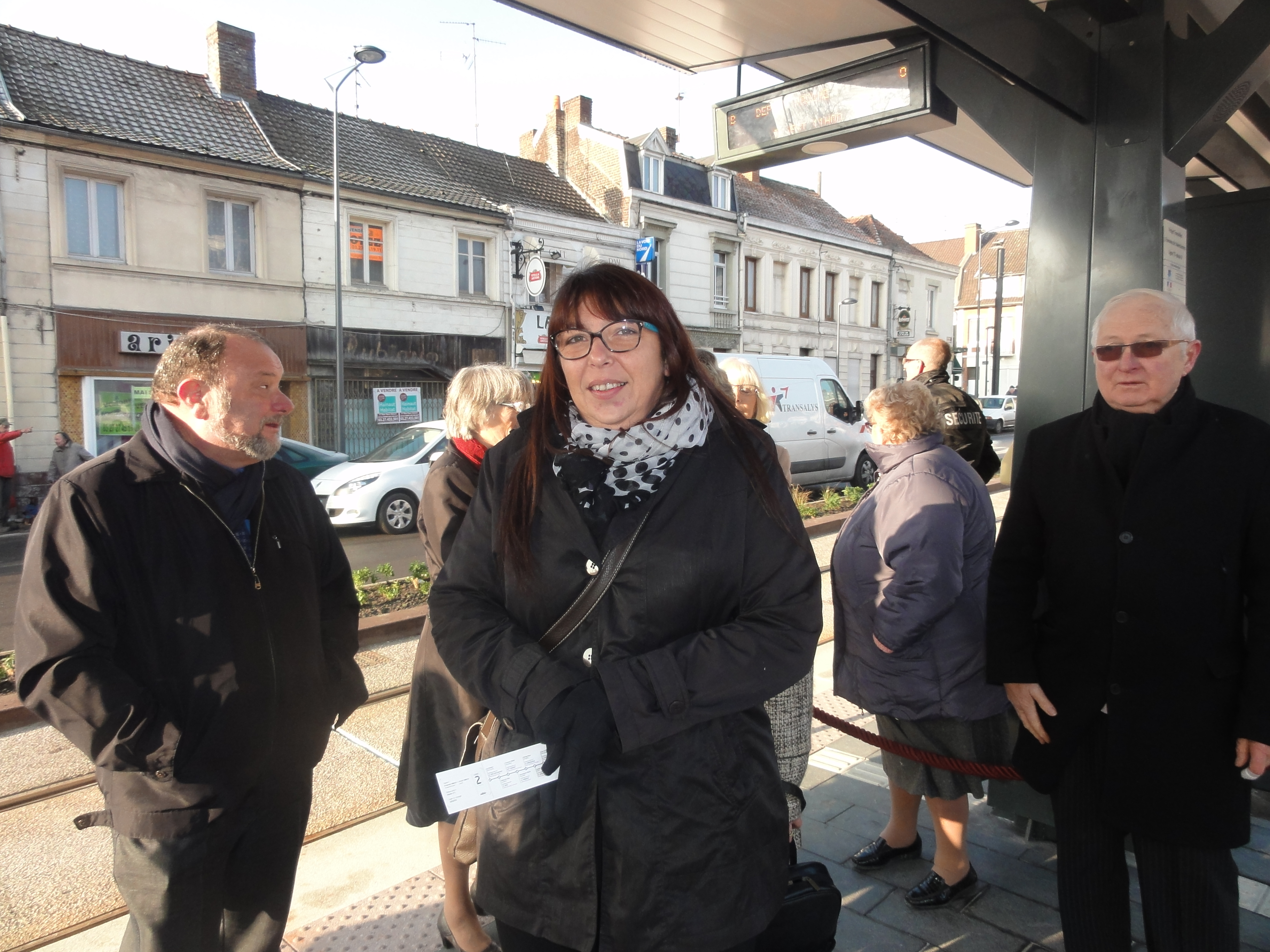
Valérie Fornies à l'inauguration de la seconde ligne du tramway de Valenciennes.

### Distinctions et labels
En 2010, la commune de Fresnes-sur-Escaut a été récompensée par le label « Ville Internet @@ ».

## Population et société

### Démographie

#### Évolution démographique
L'évolution du nombre d'habitants est connue à travers les recensements de la population effectués dans la commune depuis 1800. Pour les communes de moins de 10 000 habitants, une enquête de recensement portant sur toute la population est réalisée tous les cinq ans, les populations de référence des années intermédiaires étant quant à elles estimées par interpolation ou extrapolation. Pour la commune, le premier recensement exhaustif entrant dans le cadre du nouveau dispositif a été réalisé en 2004.

En 2022, la commune comptait 7 473 habitants, en évolution de −1,68 % par rapport à 2016 (Nord : +0,51 %, France hors Mayotte : +2,11 %).
| 1800  | 1806  | 1821  | 1831  | 1836  | 1841  | 1846  | 1851  | 1856  |
| ----- | ----- | ----- | ----- | ----- | ----- | ----- | ----- | ----- |
| 2 352 | 2 853 | 3 446 | 3 868 | 3 693 | 4 109 | 4 544 | 4 914 | 4 727 |

| 1861  | 1866  | 1872  | 1876  | 1881  | 1886  | 1891  | 1896  | 1901  |
| ----- | ----- | ----- | ----- | ----- | ----- | ----- | ----- | ----- |
| 5 017 | 5 504 | 5 605 | 6 045 | 6 342 | 6 698 | 6 369 | 6 844 | 7 036 |

| 1906  | 1911  | 1921  | 1926  | 1931  | 1936  | 1946  | 1954  | 1962  |
| ----- | ----- | ----- | ----- | ----- | ----- | ----- | ----- | ----- |
| 6 719 | 7 419 | 6 891 | 7 685 | 7 846 | 7 505 | 7 381 | 8 906 | 8 983 |

| 1968  | 1975  | 1982  | 1990  | 1999  | 2004  | 2006  | 2009  | 2014  |
| ----- | ----- | ----- | ----- | ----- | ----- | ----- | ----- | ----- |
| 9 069 | 8 373 | 8 218 | 8 107 | 7 607 | 7 568 | 7 584 | 7 700 | 7 606 |

| 2019  | 2022  | - | - | - | - | - | - | - |
| ----- | ----- | - | - | - | - | - | - | - |
| 7 499 | 7 473 | - | - | - | - | - | - | - |

#### Pyramide des âges
La population de la commune est relativement jeune.
En 2018, le taux de personnes d'un âge inférieur à 30 ans s'élève à 38,8 %, soit en dessous de la moyenne départementale (39,5 %). À l'inverse, le taux de personnes d'âge supérieur à 60 ans est de 23,2 % la même année, alors qu'il est de 22,5 % au niveau départemental.
En 2018, la commune comptait 3 699 hommes pour 3 833 femmes, soit un taux de 50,89 % de femmes, légèrement inférieur au taux départemental (51,77 %).
Les pyramides des âges de la commune et du département s'établissent comme suit.
| Hommes | Classe d’âge | Femmes |
| ------ | ------------ | ------ |
| 0,2    | 90 ou +      | 0,9    |
| 4,4    | 75-89 ans    | 7,3    |
| 16,8   | 60-74 ans    | 16,9   |
| 19,7   | 45-59 ans    | 18,5   |
| 19,8   | 30-44 ans    | 17,8   |
| 17,2   | 15-29 ans    | 17,4   |
| 21,9   | 0-14 ans     | 21,1   |

| Hommes | Classe d’âge | Femmes |
| ------ | ------------ | ------ |
| 0,5    | 90 ou +      | 1,4    |
| 5,3    | 75-89 ans    | 8,1    |
| 14,8   | 60-74 ans    | 16,2   |
| 19,1   | 45-59 ans    | 18,4   |
| 19,5   | 30-44 ans    | 18,7   |
| 20,7   | 15-29 ans    | 19,1   |
| 20,2   | 0-14 ans     | 18     |

## Culture locale et patrimoine

### Lieux et monuments
- Le château des Douaniers

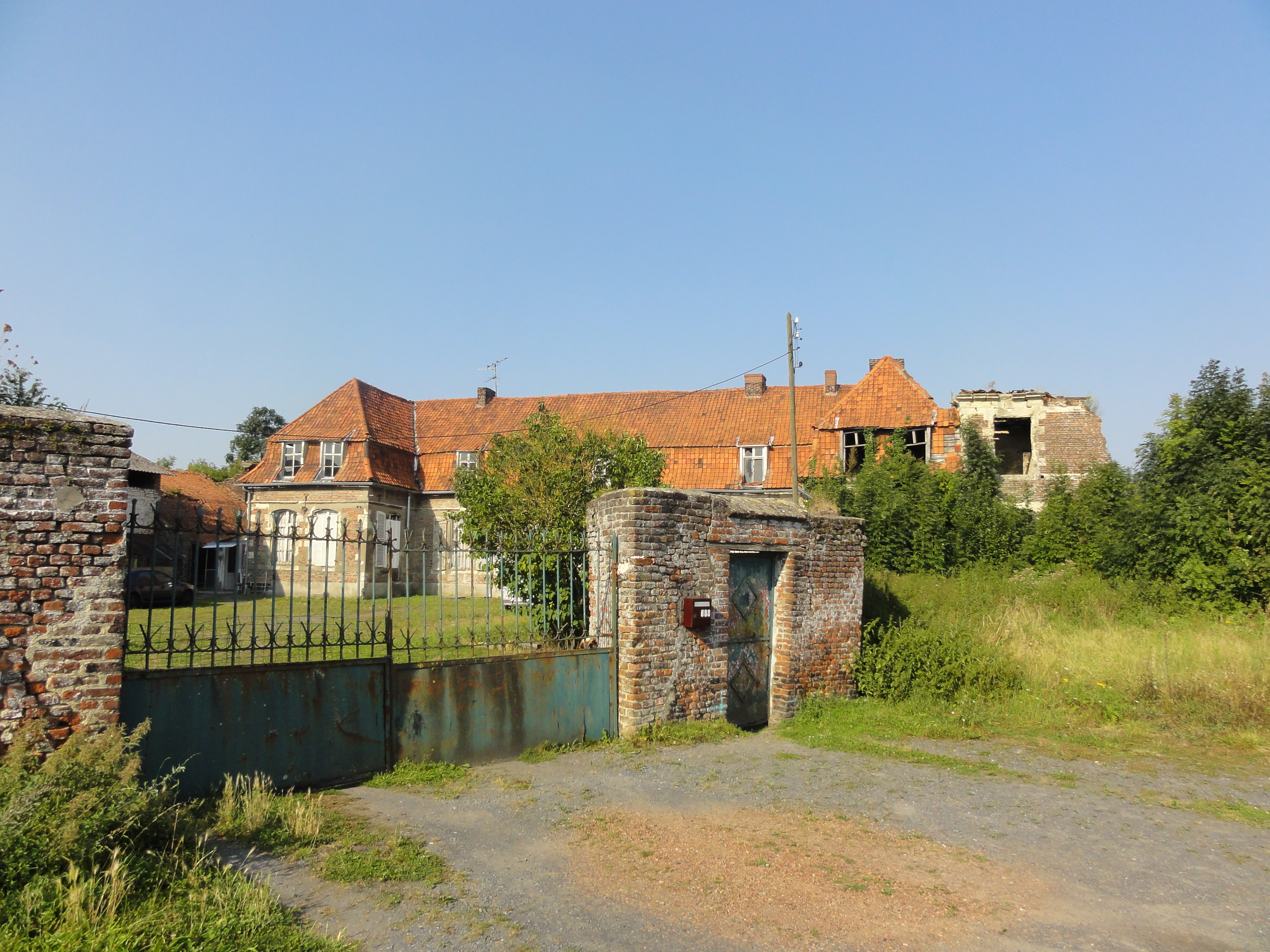
Le château des Douaniers.

- Château du parc Joliot-Curie du XVIIIe siècle. Parc rénové en 2009.
- « Le Temple de l'Amour », construit en 1762, situé dans le parc et édifié sur une ancienne motte féodale.

### Personnalités liées à la commune
- François Joseph Théodore de Désandrouins (1740-1821) député de la noblesse aux États généraux.
- Paul Lenglé (1836-1906), homme politique né à Fresnes-sur-Escaut, député de la Haute-Garonne de 1876 à 1881.
- Charles Delzant né à Fresnes-sur-Escaut le 1er janvier 1874, militant anarcho-syndicaliste, secrétaire de la fédération internationale des verriers.
- Henri Laoust (1905-1983), orientaliste français, né à Fresnes-sur-Escaut.
- Albert Patrisse (1892-1964) second grand prix de Rome, né à Fresnes-sur-Escaut.
- Bruno Zaremba et Pascal Zaremba footballeurs.

### Héraldique
|  | Les armes de Fresnes-sur-Escaut se blasonnent ainsi : "De gueules au chef d'or" . |

### La fosse du Sarteau
La fosse du Sarteau de la Compagnie des mines d'Anzin est un ancien charbonnage du bassin minier du Nord-Pas-de-Calais, situé à Fresnes-sur-Escaut. Le puits d'extraction est commencé le 4 juin 1822 et extrait l'année suivante après sept mois de travaux. Le 8 août 1823 un puits d'épuisement est commencé, quatre jours plus tard, le puits d'extraction est noyé par une venue d'eau brutale. La fosse aura tout au long de sa carrière à subir les venues d'eau causées par la proximité de l'Escaut. La fosse est arrêtée en 1860. Le puits d'épuisement est abandonné, mais le puits d'extraction est conservé pour l'aérage des travaux de la fosse d'Outre Wez jusqu'en 1867. Le puits d'épuisement est comblé en 1883, mais sa tour en briques n'a jamais été détruite.
Au début du XXIe siècle, Charbonnages de France matérialise les têtes des puits du Sarteau. Le chevalement et ses installations militaires sont classés aux monuments historiques le 9 mars 1999, ce décret annule le précédent du 8 octobre 1984 qui inscrivait ces mêmes installations. La fosse du Sarteau a été inscrite le 30 juin 2012 sur la liste du patrimoine mondial de l'Unesco.

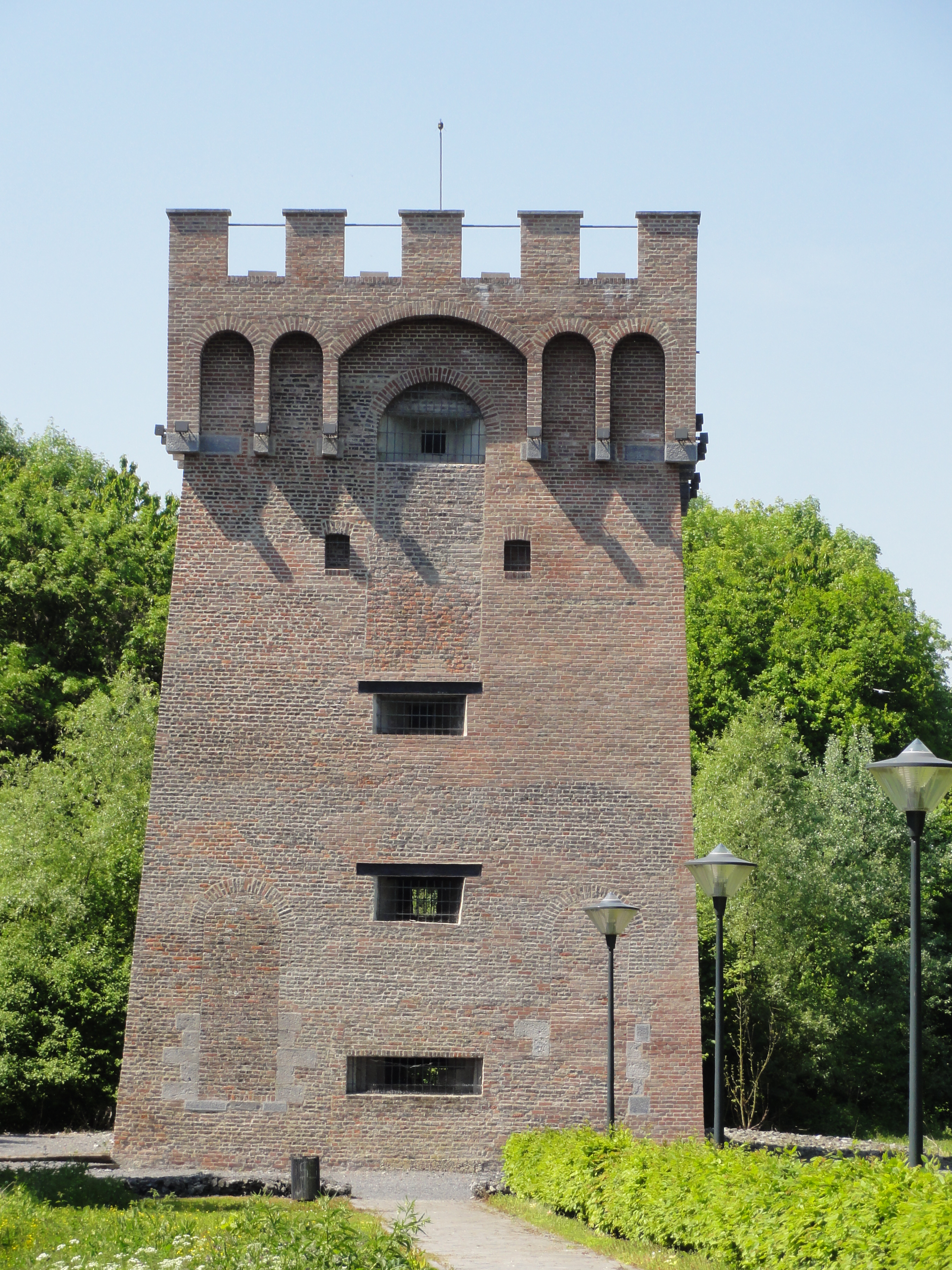
Le chevalement du puits d'épuisement en 2011

### Le temple de l'amour
Le temple de l'amour, situé dans le parc Joliot-Curie. Il est dû à l'architecte Jean Chalgrin et date du XVIIIe siècle. Il existe trois bâtiments de ce type en France, les deux autres étant situés dans le parc des Buttes-Chaumont à Paris et au Petit Trianon à Versailles.

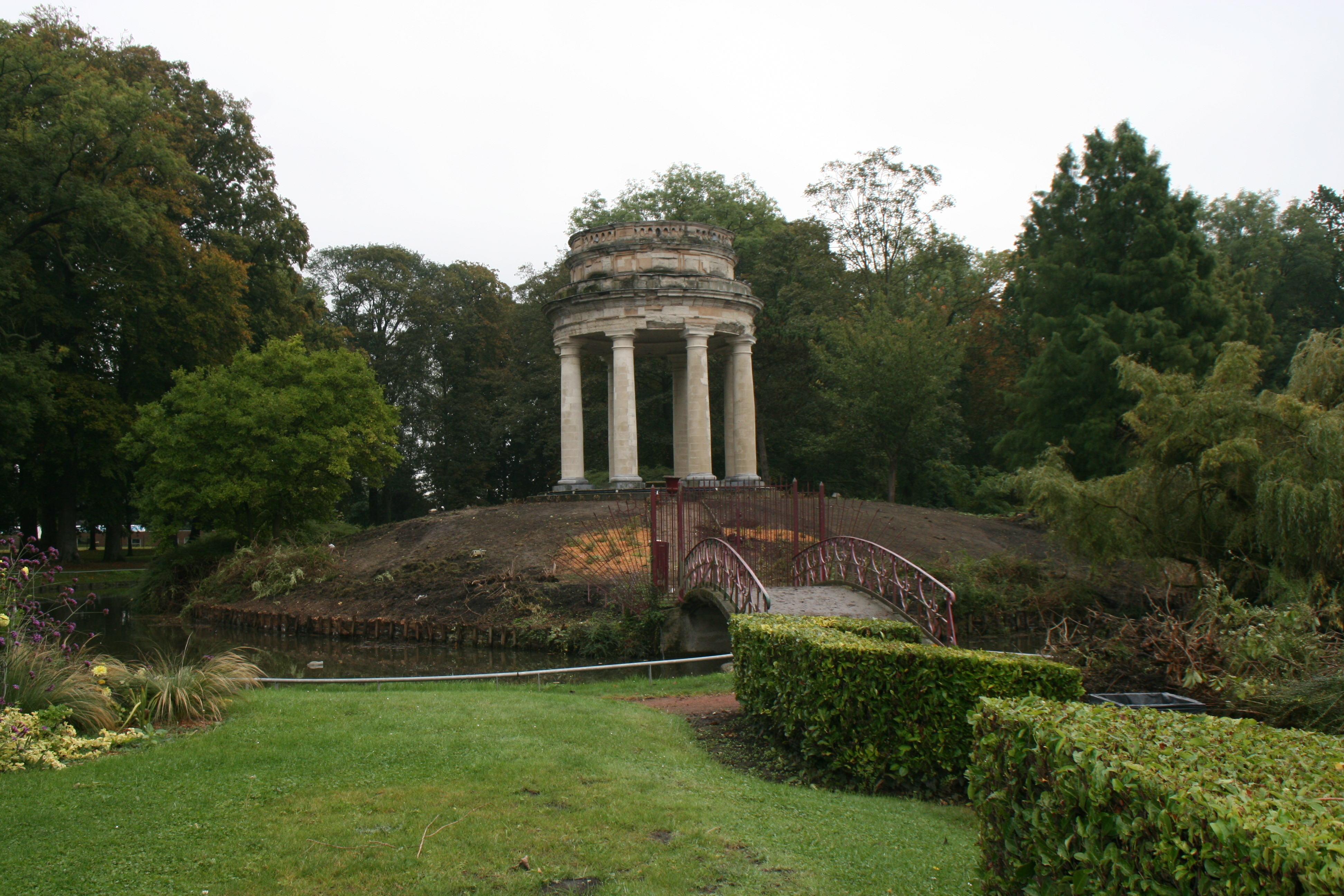
Le Temple de l'amour dans le parc Joliot-Curie

### L'hôtel de ville
Cet édifice dont la première pierre a été posée par monsieur Léon Renard, maire, fut inauguré le 27 août 1899. Il nous rappelle l’importance et la richesse de Fresnes-sur-Escaut à la fin du XIXe siècle. Le dynamitage du clocheton en 1918 avait entraîné la destruction de la toiture et d'une grande partie du bâtiment qui fut reconstruit en 1923. La façade a été restaurée en 2001 mais a très peu changé depuis sa première construction. Le nouveau carillon comportant seize cloches, installé par la société Lepers et Frères a été inauguré en décembre 2006. L’intérieur de la mairie a été maintes fois modifié pour s’adapter à l’évolution des besoins. La dernière transformation, après l’installation de l’ascenseur et la restauration de la salle d’honneur en 2011, fut le réaménagement des bureaux d’accueil du public.

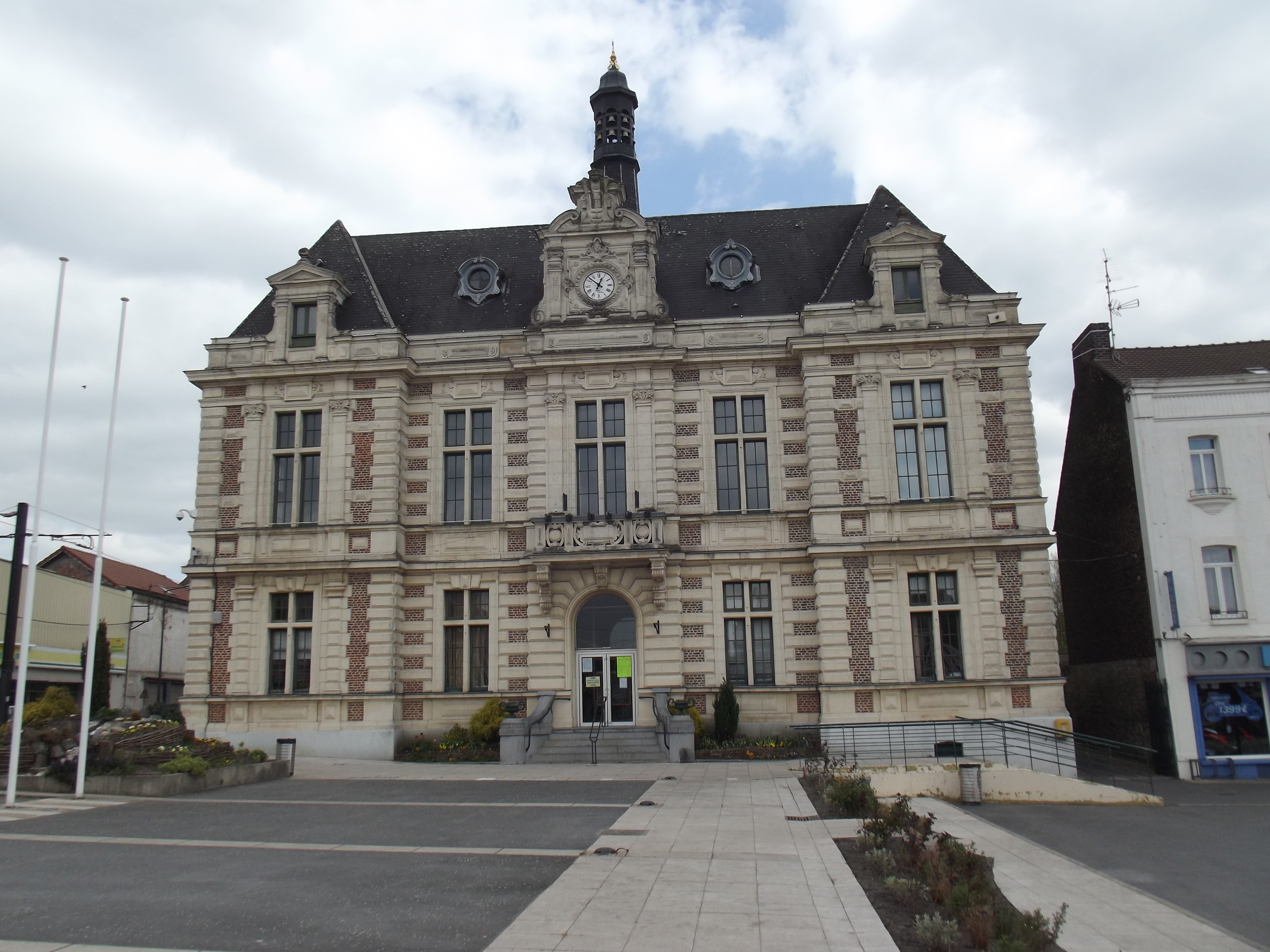
L'hôtel de ville

### La gare de Fresnes sur Escaut
Le 24 octobre 1868, un décret impérial déclare d’utilité publique l’établissement du chemin de fer d’Anzin jusqu’à Péruwelz (Belgique). La ligne des Chemins de fer d’Anzin reliant Somain à Péruwelz est opérationnelle en 1874. Fresnes possédait deux gares et une halte. La gare où nous sommes était la gare principale de Fresnes. C’était une grande gare de marchandises. La longueur des quais de déchargement dont on peut encore voir quelques vestiges nous laissent imaginer l’importance du trafic qui animait le secteur. Jusqu’à la date du 16 avril 1963, date de fermeture du service, de nombreux voyageurs empruntaient le train chaque jour.
Aujourd'hui, en 2025, la gare de Fresnes-sur-Escaut est en travaux de requalification jusqu'en 2026.

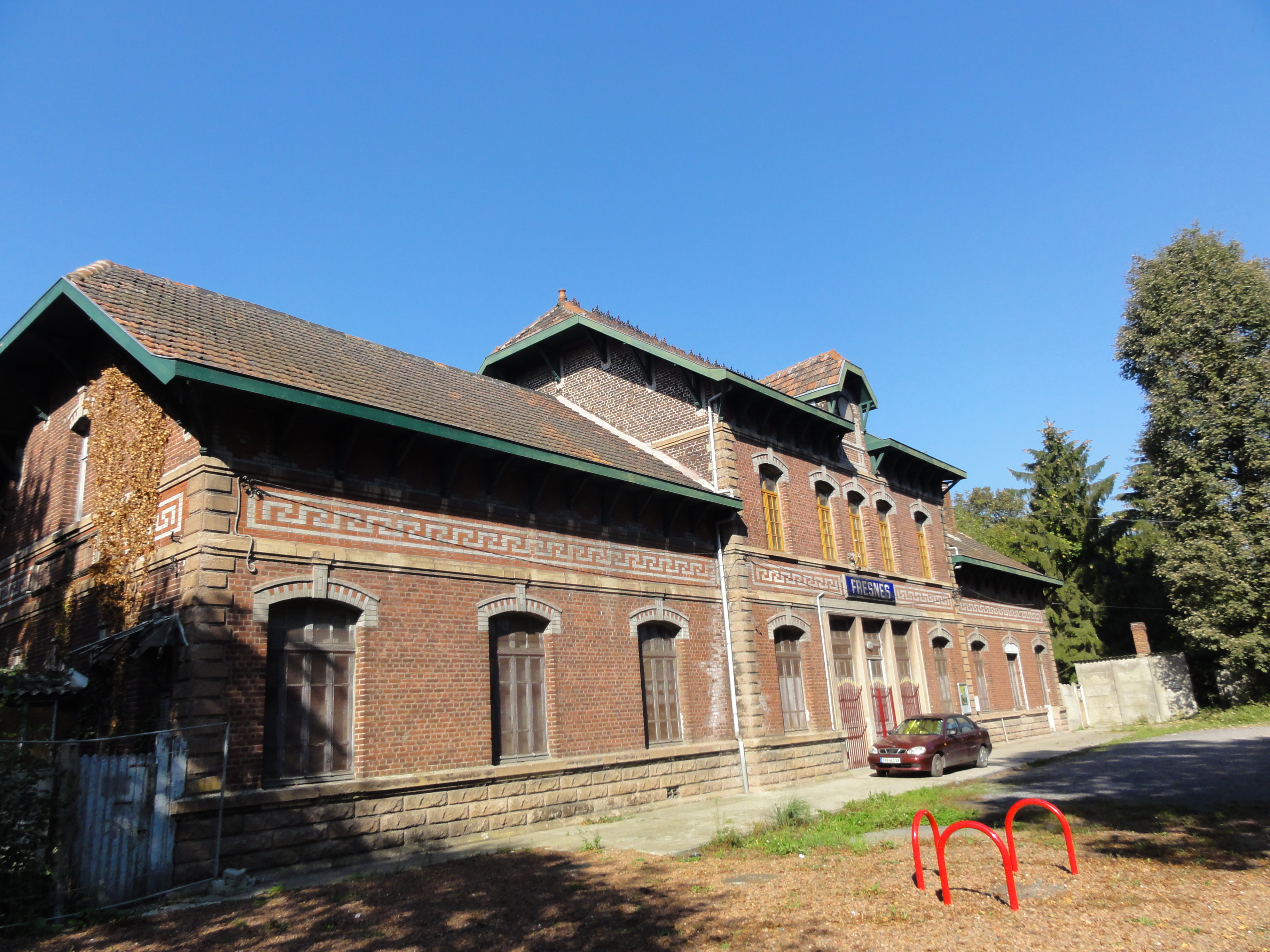
La Gare de Fresnes-sur-Escaut

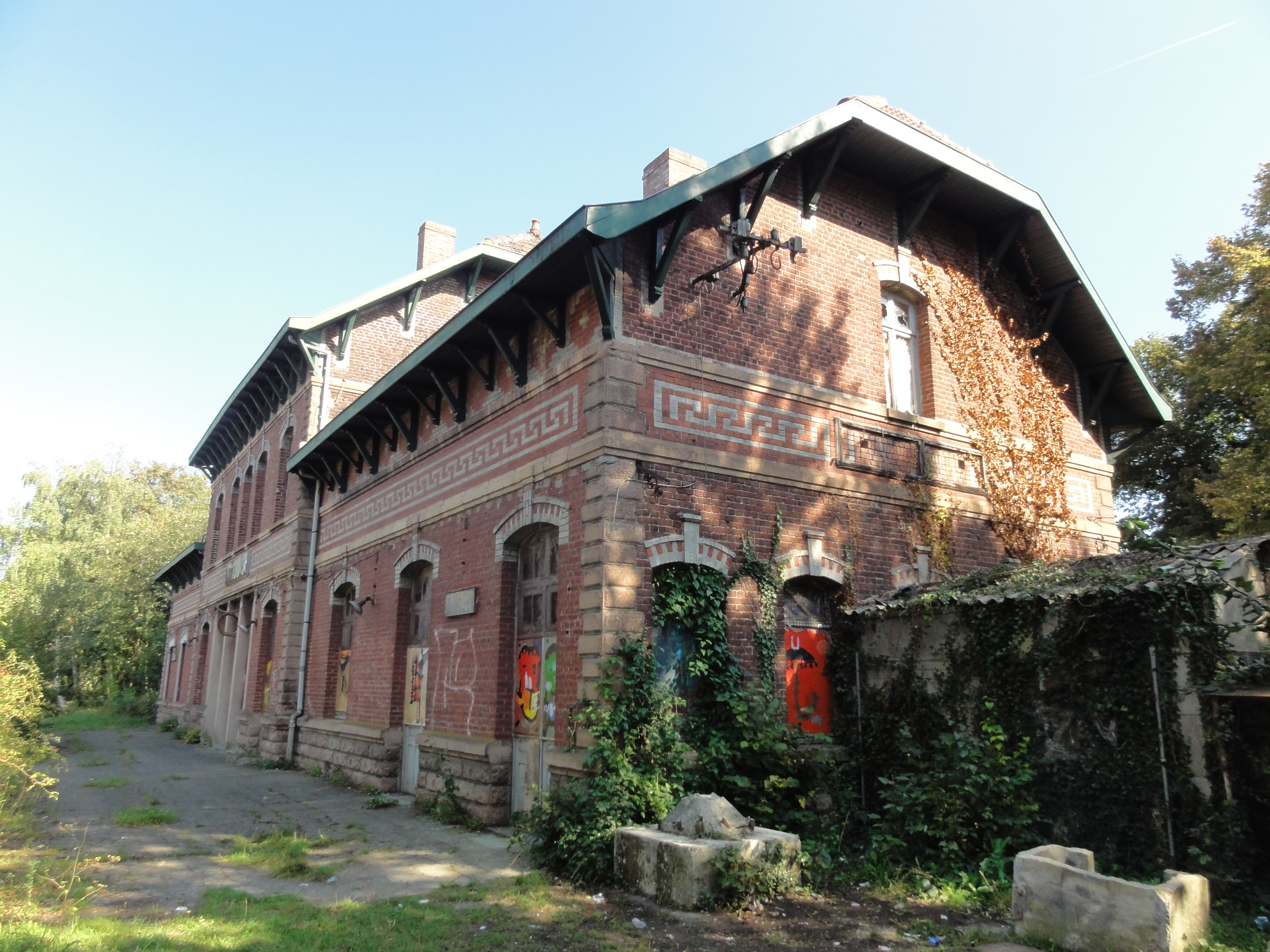
Fresnes-sur-Escaut - Gare de Fresnes-sur-Escaut

### L'église Saint-Martin de Fresnes-sur-Escaut
Au XIVe siècle Fresnes était un hameau comportant 38 foyers et grandissait peu à peu, on comptait 92 foyers en 1560. Puis Fresnes devint un village, on y construisit une église avec le cimetière autour. C’était l'église saint Géry et se trouvait sur la grand place actuelle.Après l'installation de la première verrerie en 1710, puis la découverte du charbon en 1720, la population de Fresnes ne cesse d'augmenter. Fresnes entre dans l’ère industrielle et devient une ville. On vient de partout pour travailler à Fresnes aux verreries ou aux mines.La population qui était de 1 875 habitants lors de la révolution de 1789 en compte plus de 5000 en 1861. L'église était devenue trop petite. Elle était construite sur un terrain en pente crevassé par les affaissements miniers. Divisée en deux elle menaçait de s’effondrer à tout instant. Édifiée selon les plans de monsieur Maillard, architecte à Tourcoing, cette nouvelle église est de style néo-gothique avec ses colonnes en pierre de Soignies et ses chapiteaux sculptés.

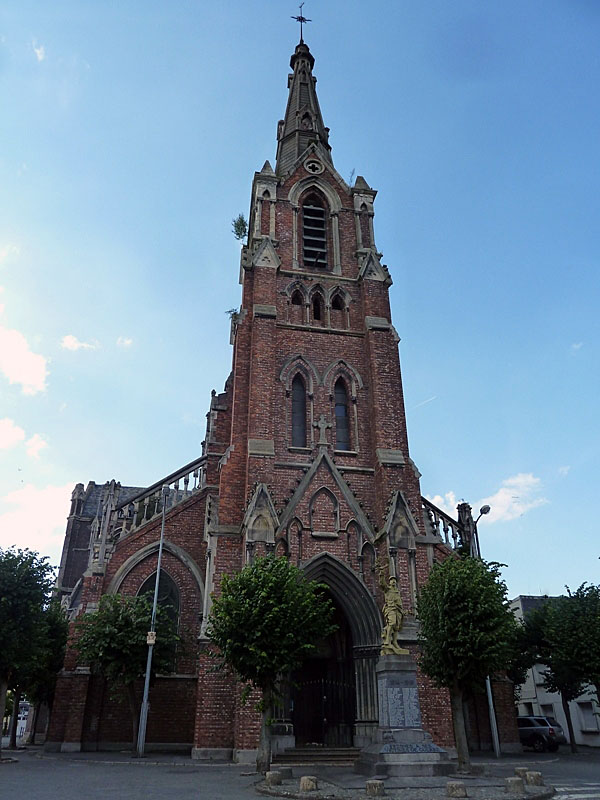
Église Saint-Martin de Fresnes-sur-Escaut

## Pour approfondir